# Żywokół

Pozyskiwanie wierzbowych pędów na żywokoły i sztobry

Żywokół – fragment pędu drzewa liściastego o długości ok. 1-3 m. Ze względu na zdolność wytwarzania korzeni przybyszowych i rozwoju uśpionych pąków stosowany do rozmnażania drzew – zwłaszcza wierzby i topoli. Na żywokoły stosuje się głównie gałęzie o średnicy ok. 3-10 cm, pozbawione liści.
Mniejsze, kilkudziesięciocentymetrowe sadzonki podobnego typu to sztobry.